# Zanthoxylum dipetalum
Zanthoxylum dipetalum es una rara especie de arbusto perteneciente a la familia de las rutáceas. Es nativa de Hawái, donde se encuentra en los bosques de 3 o 4 de las islas.

## Descripción
En la raíz de Z. dipetalum se han encontrado varios compuestos químicos, incluido canthin-6-one, chelerythrina, nitidina, tembetarina, avicennol, xanthoxyletin, lupeol, hesperidin, sitosterol, y magnoflorina.

## Distribución y hábitat
Tiene dos variedades.
- Z. d. var. dipetalum está presente en Kauai, en las montañas de Oahu, en las Islas Hawái en Hawaii Volcanoes National Park, y posiblemente en Molokai.
- Z. d. var. tomentosum se conocen unos 30 individuos en el volcán Hualalai en Hawái.[1][3][4] Esta variedad está considerada en peligro de extinción en los Estados Unidos.

## Taxonomía
Zanthoxylum dipetalum fue descrita por Horace Mann y publicado en Proceedings of the Boston Society of Natural History 10: 319, en el año 1866.
Sinonimia
- Connarus kavaiensis H.Mann
- Fagara dipetala (H.Mann) Engl.
- Fagara dipetala var. hillebrandii Sherff
- Fagara dipetala var. mannii Sherff[6]